# Nina Berosz
Nina Berosz (hebr. נינה ברוש, ang. Nina Brosh, ur. 12 listopada 1975) – izraelska modelka.

## Kariera
Została odkryta w 1993 roku w Tel Awiw. Początkowo odbywała sesje zdjęciowe i pojawiała się na wybiegach u izraelskich projektantów. Z początkiem 1994 roku podpisała kontrakty w Monachium i Paryżu, następnie w Nowym Jorku. Jej pierwszym poważnym zadaniem było pojawienie się na pokazie najnowszej kolekcji Rifata Ozbeka w 1994 roku. Następnie zaczęła pojawiać się na wybiegu u: Chanel, Yohjia Yamamoto oraz Miu Miu. Wkrótce pojawiła się na okładce francuskiej edycji miesięcznika Vogue.
Karierę w modelingu zakończyła w 1998 roku.